# Басуто (плато)
Басу́то (англ. Basuto) — плато на юго-востоке Африки, в пределах Лесото.
Преобладающие высоты составляют 2300—3000 м, максимальная — 3276 м (гора Табана-Нтленьяна — 3482 м). Плато сложено песчаниками и сланцами, сверху прикрытыми базальтами. Каньонообразные долины реки Оранжевая и её притоков расчленяют плато на отдельные массивы. Восточная и южная окраины плато — часть уступа Драконовых гор. Центральная и восточная части покрыты преимущественно ксерофитными кустарниками и горными лугами; на западе господствует сухая степь.